# 科尔韦拉德拉里韦拉
科尔韦拉德拉里韦拉，是西班牙巴伦西亚自治区巴伦西亚省的一个市镇。总面积20平方公里，总人口3029人（2001年），人口密度151人/平方公里。